# 好間工業団地
好間工業団地（よしまこうぎょうだんち）は、福島県いわき市の大字である。郵便番号は970-1144。

## 地理
いわき市中部の好間地区に属する。北で平赤井、東で好間町愛谷、南で好間町小谷作、南から西にかけ好間町北好間とそれぞれ隣接する。また、好間町小谷作との境界上に南東に位置する好間町今新田の飛地が存在する。二級水系夏井川水系好間川と茨原川に挟まれた丘陵地に位置し、いわき好間中核工業団地の造成に伴い周辺の大字から新たに分離新設された区域である。当地域のすぐ北西隣には同様に丘陵地を造成して造られたいわきアカイテクノパーク工業団地が立地する。内郷御厩町内に所在するいわき中央警察署及び内郷高坂町に所在する内郷消防署がそれぞれ管轄にあたる。

### 河川
二級水系夏井川水系
- 小谷作川

## 歴史
- 1984年 - いわき好間中核工業団地の造成に伴い、平赤井、好間町北好間、好間町小谷作、好間町愛谷、好間町今新田より該当区画が好間工業団地として分離新設される[3]。

## 世帯数と人口
個別世帯の個人情報保護のため、市の人口統計では好間町北好間と合算されている。

## 小・中学校の学区
市立小・中学校に通う場合、学区は以下の通りとなる。
| 番地 | 小学校                   | 中学校               |
| ---- | ------------------------ | -------------------- |
| 全域 | いわき市立好間第一小学校 | いわき市立好間中学校 |

## 交通

### 道路
- 常磐自動車道
  - 好間トンネル
- 一級市道北町田松坂線（工業団地へのメインアクセスを担う）
- 一級市道北好間上平窪線

## 施設
- いわき好間中核工業団地
- 好間中央公園
- 好間浄水場
- 好間工業用水道浄水場